# Fordiophyton faberi
Fordiophyton faberi är en tvåhjärtbladig växtart som beskrevs av Otto Stapf. Fordiophyton faberi ingår i släktet Fordiophyton och familjen Melastomataceae. Inga underarter finns listade i Catalogue of Life.